# Stazione di Villa Selva
La stazione di Villa Selva è una stazione ferroviaria posta lungo la linea ferroviaria Bologna-Ancona, a servizio del comune di Forlì.
La struttura effettua solamente servizio merci.